# Kies (cràter)

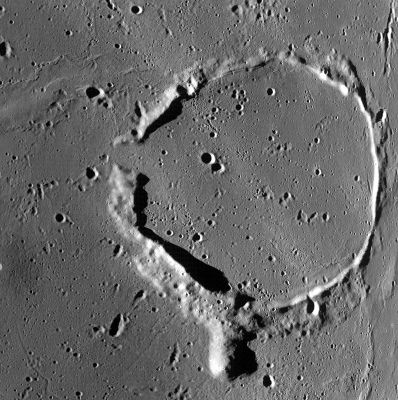
Fotografia de la missió Lunar Reconnaissance Orbiter

Kies és el romanent d'un cràter d'impacte lunar que ha estat inundat per lava basáltica, deixant només un romanent de la vora exterior. Es troba en el Mare Nubium, pràcticament al sud del cràter Bullialdus. Al nord-oest de Kies apareix König, i al sud-sud-oest es troba una estructura de dom designada Kies Pi (π). Té un petit cràter en la part superior, i és molt probablement d'origen volcànic.
|  |

La vora de Kies té nombroses llacunes, i forma una sèrie de crestes en forma d'anell. Les estructures de la vora més intactes es troben en les seccions sud i nord-est de la paret. Una prolongació de baixa altura es fixa a l'extrem meridional de la vora, formant un promontori orientat cap al sud.

## Cràters satèl·lit
Per convenció aquests elements són identificats en els mapes lunars posant la lletra en el costat del punt mitjà del cràter que està més proper a Kies.
|      | \| Kies \| Coordenades \| Diàmetre \| \| ---- \| ------------------------------------ \| -------- \| \| A \| 28° 18′ S, 22° 42′ O / 28.3°S,22.7°O \| 16 km \| \| B \| 28° 42′ S, 21° 54′ O / 28.7°S,21.9°O \| 9 km \| \| C \| 26° 00′ S, 26° 06′ O / 26.0°S,26.1°O \| 5 km \| \| D \| 24° 54′ S, 18° 30′ O / 24.9°S,18.5°O \| 6 km \| \| E \| 28° 42′ S, 22° 42′ O / 28.7°S,22.7°O \| 6 km \| |          |
| Kies | Coordenades | Diàmetre |
| A    | 28° 18′ S, 22° 42′ O / 28.3°S,22.7°O | 16 km    |
| B    | 28° 42′ S, 21° 54′ O / 28.7°S,21.9°O | 9 km     |
| C    | 26° 00′ S, 26° 06′ O / 26.0°S,26.1°O | 5 km     |
| D    | 24° 54′ S, 18° 30′ O / 24.9°S,18.5°O | 6 km     |
| E    | 28° 42′ S, 22° 42′ O / 28.7°S,22.7°O | 6 km     |

### Altres referències
- (WGPSN), IAU Working Group for Planetary System Nomenclature. «Gazetteer of Planetary Nomenclature. 1:1 Million-Scale Maps of the Moon» (en anglès).  UAI / USGS, 13-02-2013. [Consulta: 6 abril 2016].
- Andersson, L. E.; Whitaker, E. A.,. NASA Catalogue of Lunar Nomenclature (en anglès).  NASA RP-1097, 1982.
- Blue, Jennifer. «Gazetteer of Planetary Nomenclature» (en anglès).  USGS, 25-07-2007. [Consulta: 2 gener 2012].
- Bussey, B.; Spudis, P.. The Clementine Atlas of the Moon (en anglès).  Nueva York: Cambridge University Press, 2004. ISBN 0-521-81528-2.
- Cocks, Elijah E.; Cocks, Josiah C.. Who's Who on the Moon: A Biographical Dictionary of Lunar Nomenclature (en anglès).  Tudor Publishers, 1995. ISBN 0-936389-27-3.
- McDowell, Jonathan. «Lunar Nomenclature» (en anglès).   Jonathan's Space Report, 15-07-2007. [Consulta: 2 gener 2012].
- Menzel, D. H.; Minnaert, M.; Levin, B.; Dollfus, A.; Bell, B. «Report on Lunar Nomenclature by The Working Group of Commission 17 of the IAU» (en anglès). Space Science Reviews, 12, 1971, pàg. 136.
- Moore, Patrick. On the Moon (en anglès).  Sterling Publishing Co, 2001. ISBN 0-304-35469-4.
- Price, Fred W. The Moon Observer's Handbook (en anglès).  Cambridge University Press, 1988. ISBN 0521335000.
- Rükl, Antonín. Atlas of the Moon (en anglès).  Kalmbach Books, 1990. ISBN 0-913135-17-8.
- Webb, Rev. T. W.. Celestial Objects for Common Telescopes, 6ª edición revisada (en anglès).  Dover, 1962. ISBN 0-486-20917-2.
- Whitaker, Ewen A. Mapping and Naming the Moon (en anglès).  Cambridge University Press, 2003. 978-0-521-54414-6.
- Wlasuk, Peter T. Observing the Moon (en anglès).  Springer, 2000. ISBN 1-85233-193-3.